# Compact Disc Data Base

La CDDB, pour Compact Disc Data Base, autrement dit base de données pour disque compact (musical), regroupe l'ensemble des informations utiles pour renseigner les tags ID3 des fichiers mp3, wma et Ogg Vorbis.

## Technologie
Nombre de logiciels encodeurs sont capables de se connecter aux serveurs CDDB officiels, ou à ceux du système concurrent Freedb en open source.
Pour identifier les CD, CDDB utilise un identifiant nommé DiscId qui est identique à celui de FreeDB.

## Utilisation
CDDB est un nom de marque déposé par la société Gracenote qui fournit un service d'accès à sa base de données à différents partenaires :
- logiciels : Lala, iTunes, Winamp, Yahoo Media Engine, Creative Media Source ;
- autoradio : Alpine, Clarion, Sanyo ;
- téléphone : Sony Ericsson, BlackBerry ;
- baladeur audio : Creative, iPod, Iriver ;
- périphérique multimédia : PhatNoise Text To Speech, serveur audio Imerge, convertisseur audio Riptopia.

## Histoire
Le protocole CDDB fut inventé en 1993 par Ti Kan. À l'époque, c'était une base de données locale, fournie avec le logiciel de lecture de CD XMCD.
Le nom CDDB apparait pour la première fois lors de la sortie de la version 1.1, le 25 février 1994. À cette époque, les utilisateurs pouvaient ajouter de nouvelles données dans la base en envoyant un e-mail au créateur.
Rapidement, la base de données devint impossible à gérer et Kan engagea Steve Scherf pour qu'il crée une version accessible directement sur Internet de la base de données.
C'est ainsi que naît CDDB Inc., en 1995.
Le 22 avril 2008, Sony a annoncé l'acquisition de Gracenote pour 260 millions de dollars. L'acquisition a été finalisée le 2 juin 2008.

## Fiabilité
La base de données CDDB n'est pas fiable à 100 % et peut comporter quelques inexactitudes (erreurs de frappe essentiellement).